# Bellona Foundation
Die Bellona Foundation ist eine internationale gemeinnützige Organisation mit Hauptsitz in Oslo. Sie hat Repräsentanzen bei der EU in Brüssel, in Vilnius und in Berlin. Bellona Deutschland wurde 2021 als gemeinnützige Gesellschaft mit beschränkter Haftung (gGmbH) gegründet und finanziert sich hauptsächlich durch Zuwendungen privater Stiftungen.
Hauptziele sind nach der Satzung, für eine Förderung des ökologischen Verständnisses zu arbeiten sowie für den Schutz von Natur, Umwelt und Gesundheit aktiv einzutreten. Besonderer Schwerpunkt ist aktuell die Bekämpfung der Klimakrise. Dabei verfolgt Bellona das Ziel, die Erderhitzung bei deutlich unter 2 °C globalem Temperaturanstieg zu stoppen.

## Geschichte der Organisation
Bellona wurde am 16. Juni 1986 von Frederic Hauge und Rune Haaland gegründet und ist eine unabhängige, gemeinnützige Stiftung, die das Ziel hat, für mehr ökologisches Verständnis und den Schutz von Natur, Umwelt und Gesundheit einzutreten. Ihr Markenzeichen ist ein ziviles Engagement, verbunden mit hoher fachlicher Kompetenz und einer langfristigen Strategie. Hauge ist bis heute Präsident der Stiftung.
In der Anfangszeit beschäftigte sich die Vereinigung hauptsächlich mit der Untersuchung und Verfolgung von ungesetzlichen und gesundheitsschädlichen Emissionen, vergrabenen Giftfässern und ähnlichen Formen von „Umweltkriminalität“ – ein Begriff, der erst durch Bellona in Norwegen eingeführt wurde und heute zur gängigen juristischen Terminologie Norwegens gehört.
Schnell wurden Umweltschützer in roten Schutzanzügen, die mit gewaltfreien Aktionen gegen Umweltverbrecher angingen, zu Bellonas Markenzeichen. Im Laufe kurzer Zeit wurde die Stiftung Norwegens bekannteste Umweltschutzorganisation. Später wurden direkte Aktionen in steigendem Masse mit fachübergreifenden wissenschaftlichen Studien verbunden und Verbesserungen der Umweltgesetzgebung verschafften der Organisation neue Arbeitsmöglichkeiten und neue Sanktionsformen gegenüber den Tätern.
Heute arbeitet Bellona auch daran, realistische und durchführbare Lösungen für die Umwelt-, Energie- und Ressourcenprobleme zu finden, denen die Menschheit insgesamt gegenübersteht. Die wichtigsten Arbeitsbereiche der Organisation sind heute Energie (speziell erneuerbare Energien, effektivere Energieausnutzung, Handhabung von CO2, Energietransport und Wasserstofftechnologie), Fischzucht und Fischerei, Umweltverwaltung, sowie die besonderen Umweltprobleme in Russland. Die Organisation besteht unter anderem aus Atomphysikern, Journalisten, Technikern und Ingenieuren, Biologen, Wirtschaftsfachleuten und Geografen, die fachübergreifend und oft im Dialog mit Forschungsinstituten, anderen Organisationen und der Wirtschaft arbeiten, um pragmatische Lösungen für verschiedene Umweltprobleme zu finden. Im Laufe der letzten zwanzig Jahre hat Bellona fast 200 Studien und Berichte über umweltbezogene Verhältnisse und Problemstellungen in Norwegen und international publiziert. Die Organisation veröffentlicht außerdem laufend aktuelle Umweltnachrichten und Hintergrundinformationen in norwegischer, russischer und englischer Sprache auf ihrer Website.
Der Verein repräsentiert die norwegische Umweltbewegung in der „EEB“ (einer Plattform für die Zusammenarbeit der europäischen Umweltorganisationen) sowie in der entsprechenden russischen „Sozio-Ökologischen Union“. Bellona ist außerdem, als einzige norwegische Umweltschutzorganisation, direkt beim führenden Rat des UN-Umweltprogramms UNEP akkreditiert. In Brüssel sitzt Bellona mit im Expertenrat der EU-Kommission für die Realisierung von emissionsfreien Kraftwerken und leitet außerdem eine Arbeitsgruppe in der Technologieplattform der Kommission.
Als Konsequenz auf den russischen Überfall auf die Ukraine, beendete Bellona im November 2022 ihre Aktivitäten in Russland und schloss die beiden Büros in Murmansk und St. Petersburg. An ihrer Stelle wurde 2023 das Bellona Environmental Transparency Center im litauischen Vilnius gegründet.
Im April 2023 wurde Bellona in Russland zu einer „unerwünschten ausländischen Organisation“ erklärt.

### Bellona Brüssel (Europäische Union)
Bellona eröffnete sein Büro in Brüssel 1994, kurz nachdem eine Mehrheit der norwegischen Bevölkerung gegen eine Mitgliedschaft Norwegens in der EU gestimmt hatte. Verunreinigungen kennen keine Landesgrenzen und unabhängig davon, ob Norwegen Mitglied der EU ist oder nicht, werden in Brüssel wichtige Entscheidungen getroffen. Darauf möchte Bellona Einfluss nehmen und in den ersten Jahren wurde viel Zeit darauf verwandt, das EU-System über die Gefahren in Verbindung mit der unsicheren Lagerung von Atomabfall in Russland zu informieren. In den späteren Jahren haben die Klimaprobleme immer mehr Bedeutung bekommen und heute betreibt Bellona Europa in erster Linie aktive Lobbyarbeit in Energie- und Klimafragen gegenüber den Beschlussorganen der EU. Inzwischen hat Bellona Einfluss auf das System der EU gewonnen und der Leiter von Bellona, Frederic Hauge, ist unter anderem stellvertretender Leiter der Europäischen Technologieplattform für die Handhabung und Lagerung von CO2 (ZEP).

### Bellona Deutschland
Das Team in Berlin beschäftigt sich hauptsächlich mit dem Klimaschutz in der Industrie, weil Deutschland als der stärksten europäischen Industrienation bei diesem Thema eine besondere Bedeutung zukommt. Dabei ist es Anliegen von Bellona, dass möglichst schnell Null-Emissionen erreicht und negative Emissionen ermöglicht werden, gegebenenfalls in Übererfüllung der rechtskräftigen europäischen und deutschen Klimaschutzziele. Die Arbeit von Bellona in Deutschland konzentriert sich in erster Linie auf die effektive Nutzung von erneuerbaren Energien, Wasserstoff, Kreislaufwirtschaft sowie die Abscheidung und permanente geologische Speicherung von CO2. In dem Zusammenhang ist aus Sicht von Bellona der Aufbau neuer Infrastrukturen notwendig.

## Thematische Positionen

### Wasserstoff und die effektive Nutzung von erneuerbaren Energien
Wasserstoff ist eines der Kernthemen in der Diskussion um den Weg zu einer klimaneutralen Wirtschaft und Gesellschaft. Er kann als Energieträger, Energiespeicher oder alternativer Kraftstoff verwendet werden, und ist mit der Frage einer effektiven Nutzung von erneuerbaren Energien eng verknüpft. Entscheidend dabei ist, dass der Wasserstoff emissionsarm hergestellt wird und die direkte Elektrifizierung vorrangig genutzt wird.
Für Bellona liegt die primäre Anwendung von Wasserstoff in seiner Funktion als klimaneutraler Rohstoff für Produktionsprozesse in der Industrie. Auch Prozesse, deren Emissionen in der Vergangenheit als „unvermeidbar“ oder „schwer vermeidbar, hard-to-abate“ beschrieben wurden, können mit der Verwendung von Wasserstoff CO2-neutral gestaltet werden, wenn der verwendete Wasserstoff emissionsfrei oder emissionsarm hergestellt wird. Die größten Anwendungsmöglichkeiten sieht Bellona in der Stahlindustrie sowie in der Grundstoffchemie. Auch für die Klimaneutralität weiterer energieintensiver Grundstoffprozesse kann Wasserstoff zentral sein, zum Beispiel auch als klimaneutraler Energieträger für die Bereitstellung von Hochtemperaturwärme, wenn es keine Elektrifizierungsoption gibt
Bellona in Deutschland setzt sich für pragmatische und wirtschaftliche Lösungen für ein schnelles Hochfahren einer nachhaltigen Wasserstoffwirtschaft und Infrastruktur ein. Die Verwendung des traditionellen Verfahrens zur Wasserstoffherstellung (Dampfreformierung, steam reforming SRM) ist dabei weitestgehend nicht zielführend, denn es ist mit hohen klimaschädlichen Emissionen verbunden. Neue Verfahren sind entwickelt und warten auf die Umsetzung. Bellona vertritt die Position, dass aufgrund des schnell wachsenden Bedarfs für Wasserstoff alle neuen emissionsarmen Technologien der Wasserstoffherstellung zur Anwendung gebracht werden müssen. Entscheidend ist, dass der Wasserstoff emissionsarm erzeugt worden ist. Ferner, ist die Entwicklung einer Wasserstoffinfrastruktur und zwischenstaatliche Vereinbarungen zur Sicherung von verlässlichen Wasserstoffimporten notwendig.

### CO2-Abscheidung und permanente geologische Speicherung
Die Abscheidung und permanente Speicherung von CO2 (Carbon Capture and Storage, CCS) ist für den Klimaschutz in der Industrie notwendig. Nur mit CCS können Null-Emissionen in der Zementindustrie erreicht werden. Auch für die Stahlindustrie, Grundstoffchemie und weitere Prozesse der Grundstoffindustrien ist CCS in Teilen unabdingbar oder würde schneller zu größeren Emissionssenkungen führen. Hierbei vertritt Bellona die Position, dass praktikable und wirtschaftliche Lösungen unter Verwendung von bereits zur Verfügung stehenden Technologien zum Einsatz kommen müssen und nicht mehr auf die Ausreifung von neuen Technologien gewartet werden kann.
Das Vorhandensein sicherer Lagerstätten in ausreichendem Maße im nahegelegenen Ausland unter der Nordsee, zum Teil auch Ostsee, ist umfangreich untersucht und belegt worden. Laufende Projektentwicklung zeigt die großtechnische Machbarkeit auf. Der internationale Rechtsrahmen wäre schon seit 2009 grundsätzlich durch die Änderung des London Protocol gegeben. Die Ratifizierung dieser Änderung und die entsprechende Anpassung der nationalen Regulierungen steht jedoch im Wesentlichen noch aus, insbesondere auch in Deutschland. Mögliche Finanzierungsinstrumente für CCS und die entsprechende CO2-Infrastruktur sind verschiedentlich in Vorschlag gebracht, oder auf nationaler Ebene, zum Beispiel in den Niederlanden implementiert worden.
Bellona setzt sich bereits seit 1991, für den Umgang mit CO2 und der entsprechenden Technik ein. Aktuelle Arbeiten beschreiben Finanzierungsinstrumente und Regulierungsaspekte für die CO2-Infrastruktur.

### CO2-Abscheidung aus der Luft
Im Themenbereich CO2-Abscheidung setzt sich Bellona ebenfalls für die anwendungsspezifische Nutzung des aus der Atmosphäre entnommenen CO2 mit emissionsarmem Wasserstoff, welche einen wertvollen Beitrag zur Emissionsminderung für einige Anwendungen, wie zum Beispiel in der Luftfahrt leisten kann. Es handelt sich hier um einen Teilbereich des Themenfeldes CO2-Nutzung (Carbon Capture and Utilization, CCU).
Wird das aus der Atmosphäre entnommene CO2 permanent geologisch eingelagert, kommt es zu sogenannten negativen Emissionen, also zu einer Absenkung des CO2 Gehaltes der Luft. Diese negativen Emissionen sind laut den Szenarien des Intergovernment Panels on Climate Change (IPCC) zum Erreichen der internationalen Klimaschutzziele ebenfalls zwingend erforderlich. In der überwiegend englischsprachigen Fachliteratur dazu wird die Terminologie von Carbon Direct Removals (CDR) verwendet.
Bellona sieht eine wesentliche Rolle für CDR, um alle verbleibenden Emissionen im Jahr 2050 auszugleichen und darüber hinaus die Kohlenstoffkonzentration, die sich im Laufe der Zeit in der Atmosphäre angesammelt hat, wieder zu senken. Das tatsächlich erforderliche Ausmaß der CDR-Kapazitäten, wird davon abhängen, wie stark die Emissionen in den nächsten drei Jahrzehnten reduziert werden können. Das bedeutet, dass die Vermeidung und Verringerung von Treibhausgasemissionen Priorität haben, aber gleichzeitig muss CDR als zusätzliche Maßnahme eingeführt werden. Bellona setzt sich dafür ein, dass es drei unterschiedlichen Ziele, Definitionen und Randbedingungen gibt: Für (1) Emissionsreduktionen, (2) CDR und (3) Entwicklung von Naturräumen, die unter anderem auch eine Kohlenstoffentnahme- und Kohlenstoffspeicherfunktion haben können.

### Klimaneutrale Infrastruktur
Zu den Infrastrukturfragen, welche sich in Bezug auf Wasserstoffwirtschaft und CO2 Abscheidung und Speicherung stellen, veröffentlicht Bellona Studien, die sich mit rechtlichen, wirtschaftlichen und ökologischen Aspekten des Infrastrukturausbaus befassen. Dabei muss für ein erfolgreiches Hochfahren der Wasserstoffwirtschaft eine Infrastruktur geschaffen werden, die sowohl für den Wasserstoff als auch für den zu seiner Herstellung erforderlichen erneuerbaren Strom die notwendigen Transportmöglichkeiten bietet.
Aus Sicht von Bellona muss der Infrastrukturausbau grenzüberschreitend gestaltet werden, damit grenzüberschreitende wirtschaftliche Supercluster, zum Beispiel die Industrieregion Flandern, Niederlande und Nordrhein-Westfalen erfolgreich zusammenarbeiten können, Wasserstoffimporte möglichst hürdenfrei gestaltet werden können und Transport von CO2 zu ggf. auch im Ausland befindlichen Lagerstätten erfolgen kann. Aus Sicht von Bellona muss der Aufbau einer CO2- und Wasserstoffinfrastruktur auf nationaler und EU-Ebene förderfähig sein. Insbesondere bei CO2-Infrastruktur muss die gesamte Wertschöpfungskette in die Förderung einbezogen sein, zum Beispiel im Rahmen der Richtlinie für transeuropäische Energienetze (TEN-E) Ferner äußert sich Bellona zu Nachhaltigkeitskriterien für öffentlich geförderte Infrastrukturprojekte.

### Kreislaufwirtschaft
Im Bereich Kreislaufwirtschaft setzt sich Bellona für die (1) Verlängerung der Lebensdauer von Produkten, verbesserte Reparierbarkeit und Recyclingfähigkeit; (2) stärkeren Einsatz von Recyclingmaterial; (3) Erweiterung der Kreislaufwirtschaft auf die größeren Kreise des chemischen Recyclings und des CO2-Recyclings ein. Bellona beschäftigt sich insbesondere mit der Klima-Wirkung von Recycling.